# Yúliya Gálysheva
Yúliya Yevguénievna Gálysheva (en kazajo: Юлия Евгеньевна Галышева; Öskemen, 23 de octubre de 1992) es una deportista kazaja que compite en esquí acrobático, especialista en las pruebas de baches.
Participó en cuatro Juegos Olímpicos de Invierno, entre los años 2010 y 2022, obteniendo una medalla de bronce en Pyeongchang 2018, en la prueba de baches, el séptimo lugar en Sochi 2014 y el decimoprimero en Vancouver 2010 y Pekín 2022.
Ganó cuatro medallas en el Campeonato Mundial de Esquí Acrobático entre los años 2015 y 2021.

## Medallero internacional
| Juegos Olímpicos   | Juegos Olímpicos            | Juegos Olímpicos  | Juegos Olímpicos   |
| Año                | Lugar                       | Medalla           | Prueba             |
| ------------------ | --------------------------- | ----------------- | ------------------ |
| 2018               | Pyeongchang (Corea del Sur) | Medalla de bronce | Baches             |
| Campeonato Mundial |                             |                   |                    |
| Año                | Lugar                       | Medalla           | Prueba             |
| 2015               | Kreischberg (Austria)       | Medalla de bronce | Baches en paralelo |
| 2017               | Sierra Nevada (España)      | Medalla de plata  | Baches en paralelo |
| 2019               | Park City (Estados Unidos)  | Medalla de oro    | Baches             |
| 2021               | Almaty (Kazajistán)         | Medalla de plata  | Baches             |